# 祖母訪問
『祖母訪問』（そぼほうもん、露: Посещение бабушки、英: Visit to Grandmother）は、17世紀フランスの画家ル・ナン兄弟の1人ルイ (1593-1648年) が1645-1648年にキャンバス上に油彩で制作した絵画である。元来、ピエール・クロザのコレクションにあったが、1772年にドゥニ・ディドロの助言によりロシアのエカチェリーナ2世に購入された。作品は現在、サンクトペテルブルクのエルミタージュ美術館に所蔵されている。

## 作品
18世紀と19世紀には、この絵画には『田舎の音楽家たち』、『フルートを吹いている少年のいる農家の室内』など様々な題名がつけられていた。現在の題名は1916年以来確定している。エカチェリーナ2世に購入された当時はル・ナン兄弟に帰属されていたが、次いでルイに帰属され、さらに後にはルイとアントワーヌの共作とされたが、19世紀末にはふたたびル・ナン兄弟に帰属された。クレマン・ド・リ (Clément de Ris) は、この絵画をルイ1人に帰属した最初の美術史家であった。彼は、この絵画を『鍛冶屋』 (ルーヴル美術館、パリ) および『聖家族の食事』 (ラン美術館) と関連づけたのである。

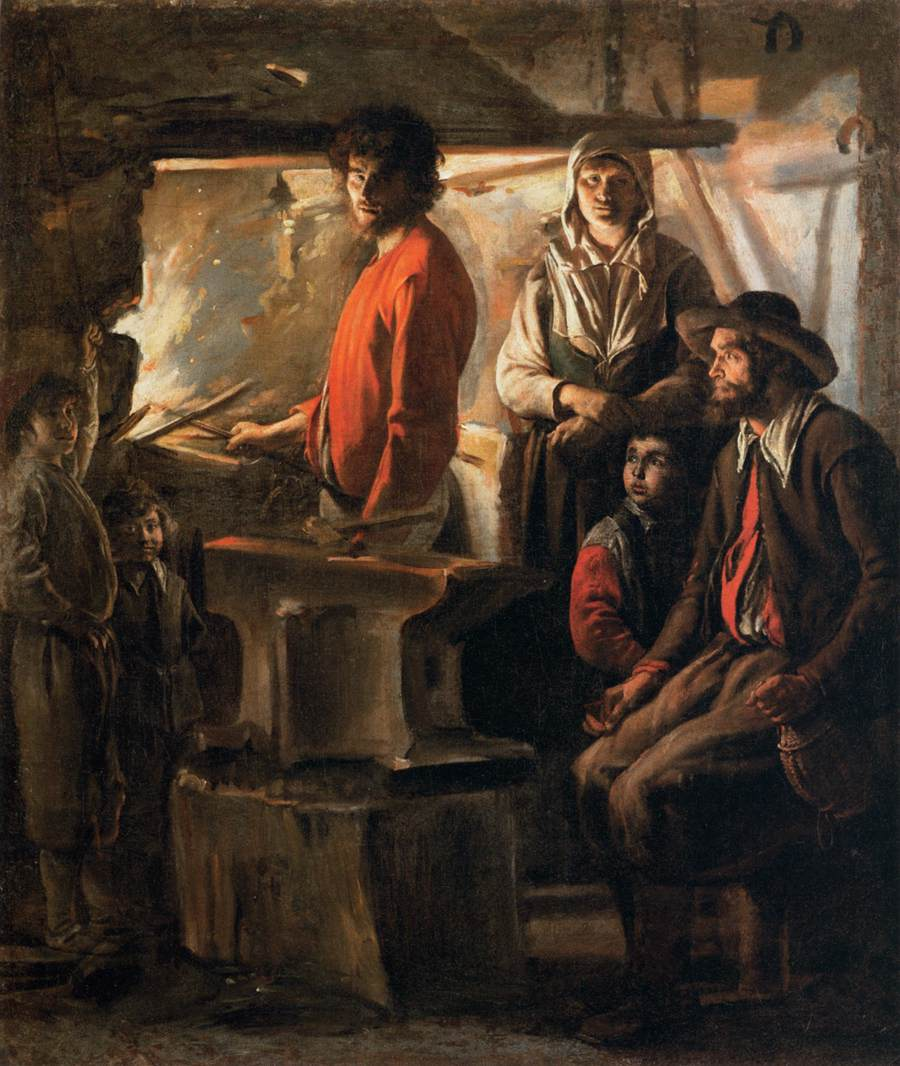
ル・ナン兄弟『鍛冶屋』 (1640年ごろ)、ルーヴル美術館、パリ

本作と同じ主題の作品である『祖母の部屋』がリール美術館に、『家族の食事』がラン美術館に所蔵されている。また、小さな子供といる母親像は『幸福な家族』 (1642年、ルーヴル美術館、パリ) でも取り上げられており、老婆と笛を吹く少年も『幸福な家族』により若い姿で登場している。このことから、本作は1645-1648年の間に描かれたものと考えられる。

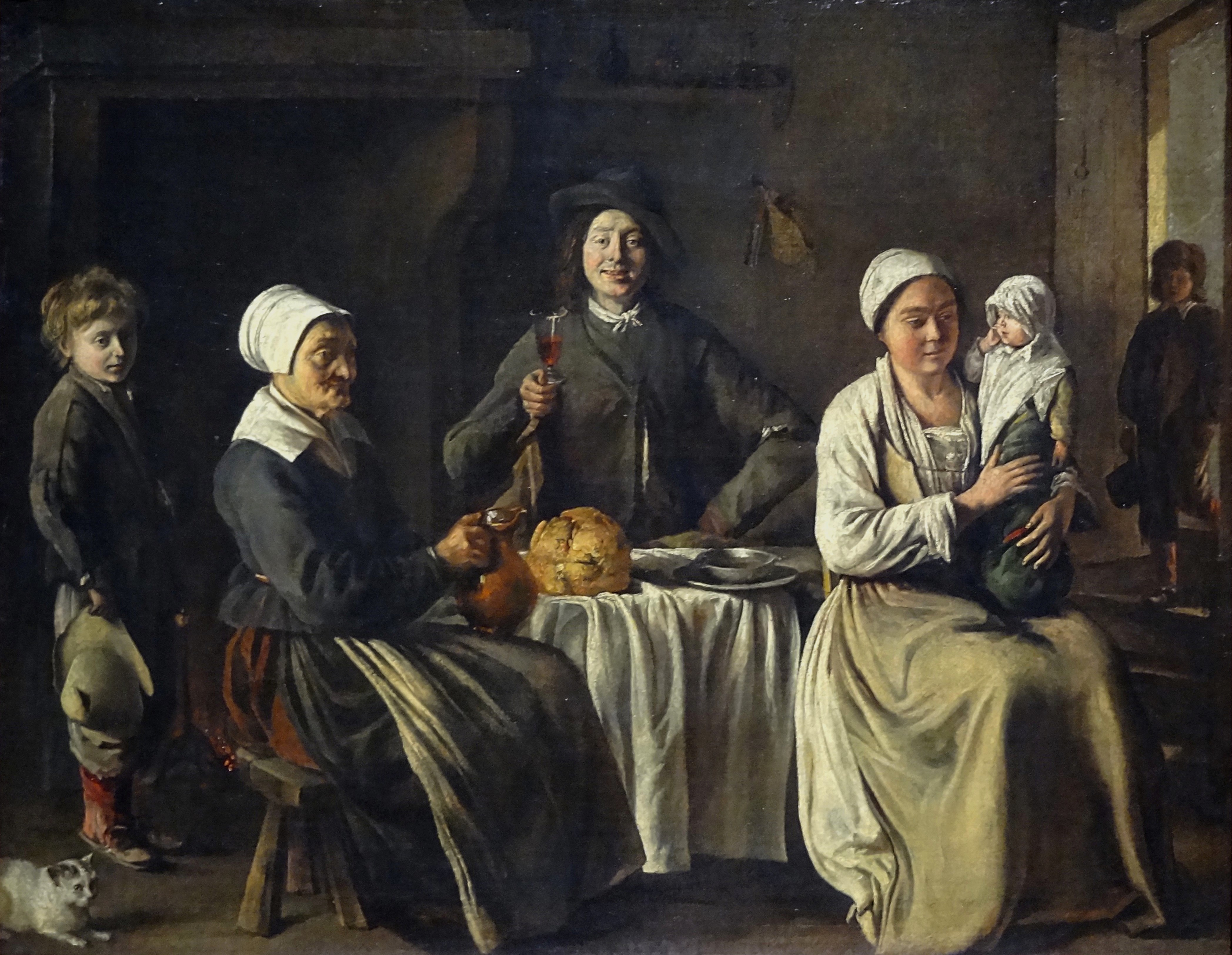
ル・ナン兄弟『幸福な家族』 (1642年)、ルーヴル美術館、パリ

絵画は風俗画で、祖母のいる農家の大きな部屋に設定されている。彼女は服装から判断すると明らかに裕福な農婦で、横顔を見せて座っている。娘が彼女を訪れているところで、娘の膝には白いウプランド (一種の外套) を纏った末っ子が抱かれている。ほかの子供たちが周囲を取り巻いている。右側には、正面向きの3人の少年が立っており、第2の場面を形成している。左側の少年は、彼らの足元に座っている2歳くらいの少女に向かって笛 (リコーダー) を吹いている。右側奥には、召使の青年がドアのところでリコーダーの音楽を聴いているのが見える。祖母の背後には、白いリネンの縁なし帽をかぶった少女が立っているが、彼女は鑑賞者を見ている唯一の存在である。画面右寄りでは、小さな犬が忠実に祖母を見ている。この場面は家族の素朴な幸福を示しており、それはル・ナン兄弟にとっては大切なものであった。画家は、異なる人物たちをよく理解しつつ日常生活を表している。
ここに表されている情景は、フランスの村では普通のことであったのかもしれない。幼い楽師たちと歌手が家々を回り、素朴な音楽と歌によってお金を得ていたのである。実際、本作は、幼い流浪の楽師たちの訪問を描いたものとする説もある。また、17世紀の非常に人気のあった主題の1つは、人生の異なる三世代であった。画中の祖母、母、子供たちがその三世代を象徴し、かつ三世代の一体性を象徴する。
本作は、農民を主題にしたオランダ黄金時代の絵画やカラヴァッジョの絵画のリアリズムと共通するものを持っている。しかし、ル・ナンの本作では、人物はほとんど彫像のように描かれ、構図は厳格である。その静謐で古典的ともいえる構図と、繊細な光の効果には、まぎれもなくフランスの風土自体に根づく伝統が感じられる。